# Воскресенское (Псковский район)
Воскресенское — деревня в Ядровской волости Псковского района Псковской области.
Расположена в 23 км к бго-западу от южной границы Пскова и деревни Черёха.
Численность населения деревни по состоянию на 2000 год составляла 12 жителей.